# Claus Seibel
Claus Seibel (* 16. September 1936 in Gießen; † 1. März 2022) war ein deutscher Fernsehjournalist.

## Leben
Claus Seibel studierte Germanistik und Geschichte in Marburg sowie Publizistik und Theaterwissenschaften an der Freien Universität Berlin. Nach einem Volontariat beim Hessischen Rundfunk war er bei dem Frankfurter Sender von 1963 bis 1970 Chef vom Dienst der Hörfunknachrichten und wurde 1970 Sendeleiter.
1970 bewarb er sich als Nachrichtensprecher beim Zweiten Deutschen Fernsehen und wurde neben Werner Schmidt nach einem Auswahlverfahren genommen. Seine ersten heute-Nachrichten sprach er am 1. Juli 1971. Nachrichtensprecher war Seibel bis 1973; dann wurde er mit der Programmreform des ZDF im Oktober 1973 Redakteur im Studio und präsentierte fortan die Hauptausgabe der heute-Sendung um 19 Uhr. Parallel dazu wirkte er in der Werbebranche und moderierte beispielsweise 1985 Produktvideos für die Volkswagen AG. 1998 endete seine Anstellung als Redakteur; Seibel sprach anschließend weiter als freier Mitarbeiter.
2002 sprach er zum letzten Mal die 19 Uhr-Sendung der ZDF-Nachrichten und war mit 30 Dienstjahren dienstältester Studioredakteur der heute-Nachrichten. Bis zum 3. April 2005 sah man ihn noch in heute-Sendungen am Nachmittag sowie in Wochenendausgaben. Nach über 34 Jahren ging er in den beruflichen Ruhestand. 
Seibel lebte in Wiesbaden. Claus Seibel starb am 1. März 2022 im Alter von 85 Jahren.

## Auszeichnungen
- 1988: Krawattenmann des Jahres

## Trivia
In der Sendung Versteckte Kamera des ZDF fungierte er 1995 als Lockvogel für Hans-Joachim Stuck.